# ويليام ر. نيومان
ويليام ر. نيومان (بالإنجليزية: William R. Newman)‏ هو مؤرخ أمريكي، ولد في 1955.